# Ray Middleton
Pour les articles homonymes, voir Middleton.

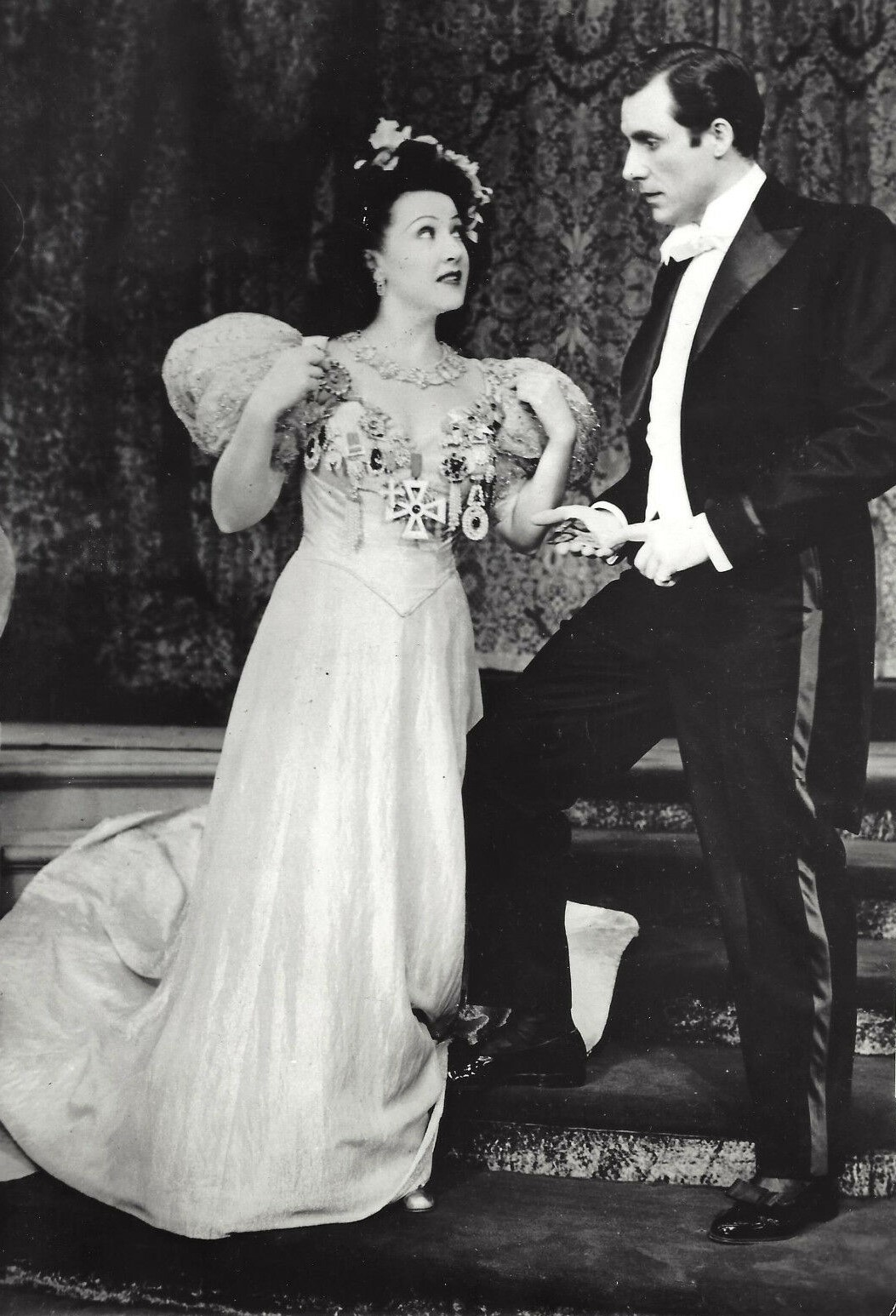
Avec Ethel Merman, dans Annie du Far West (Broadway, 1946)

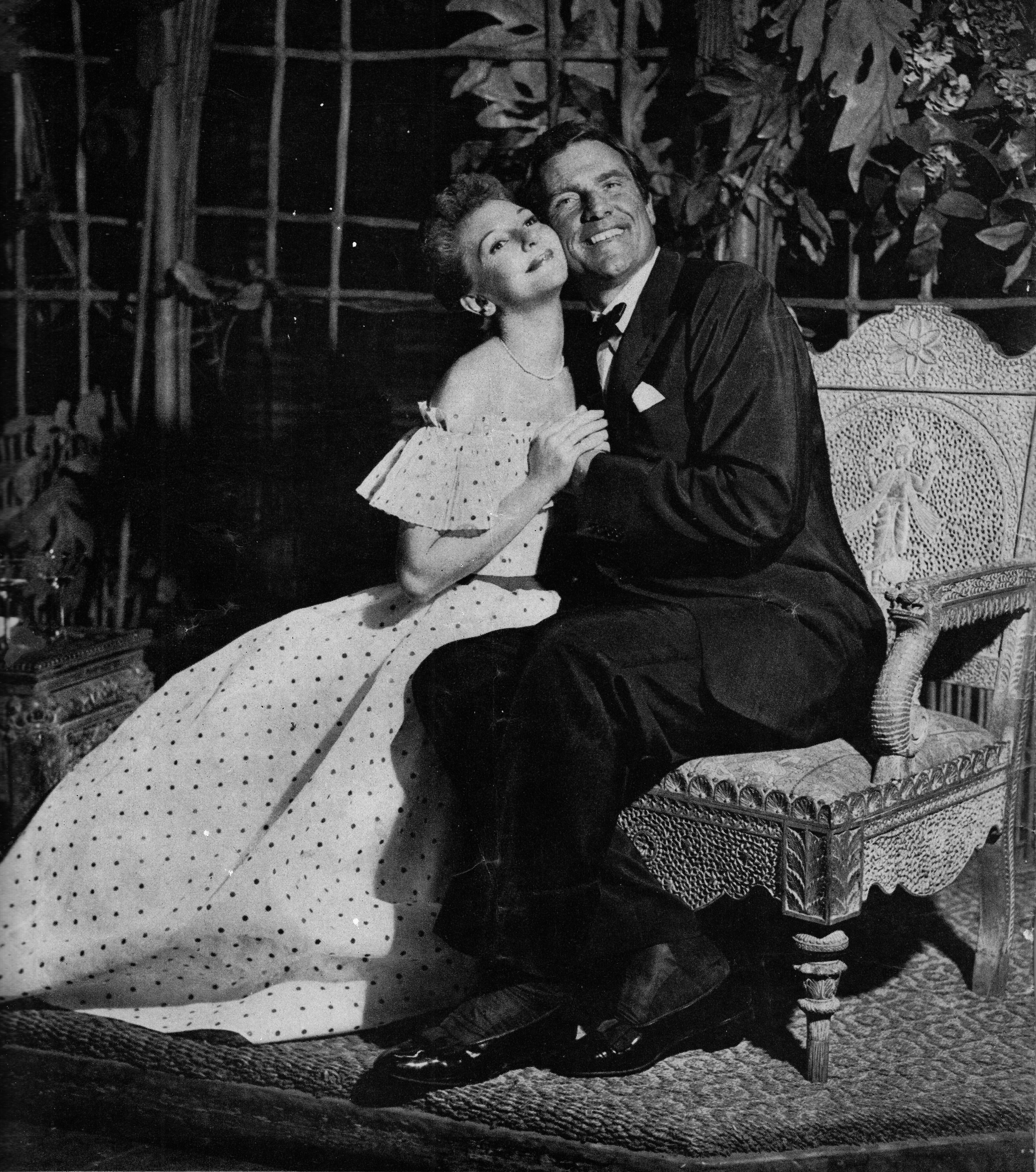
Avec Mary Martin, dans South Pacific (Broadway, 1950)

Raymond Earl « Ray » Middleton Jr., né le 8 février 1907 à Chicago (Illinois) et mort le 10 avril 1984 à Los Angeles (quartier de Panorama City, Californie), est un acteur et chanteur américain.

## Biographie
Ray Middleton débute au théâtre comme acteur et chanteur de comédie musicale principalement et joue entre autres à Broadway (New York) où il se produit pour la première fois en 1931-1932 dans l'opéra de Louis Gruenberg Jack et le Haricot magique.
Suit en 1933-1934 une première comédie musicale, Roberta de Jerome Kern et Otto Harbach (avec Sydney Greenstreet et Bob Hope). Ultérieurement, il contribue à cinq autres comédies musicales, dont Annie du Far West d'Irving Berlin (1946, avec Ethel Merman et Harry Bellaver) et, pour sa dernière prestation à Broadway, L'Homme de la Mancha de Mitch Leigh et Joe Darion (1965, avec Richard Kiley et Robert Rounseville).
S'ajoutent une revue en 1939 et deux pièces, Winged Victory (en) de Moss Hart (1943-1944, avec Lee J. Cobb et Karl Malden), puis Trop vrai pour être beau (en) de George Bernard Shaw (son avant-dernier rôle à Broadway, 1963, avec Lillian Gish et Cedric Hardwicke).
Au cinéma, il apparaît dans quinze films américains (dont des westerns et films musicaux), depuis un court métrage de 1934 jusqu'au film d'animation de 1975 Tubby the Tuba (en) d'Alexander Schure (en). Son premier long métrage (un petit rôle non crédité) est Casier judiciaire de Fritz Lang (1938, avec Sylvia Sidney et George Raft).
Ultérieurement, il tourne notamment aux côtés de John Wayne dans La Fille du péché de Bernard Vorhaus (1941) et Lady for a Night de Leigh Jason (1942). Mentionnons également I Dream of Jeanie d'Allan Dwan (1952, avec Bill Shirley et Lynn Bari) et 1776 de Peter H. Hunt (son avant-dernier film, 1972, avec Howard Da Silva personnifiant Benjamin Franklin, lui-même interprétant Thomas McKean).
À la télévision américaine, il joue dans dix-sept séries (dont six comme lui-même), la première en 1950. Suivent par exemple L'Homme de fer (un épisode, 1972), Drôles de dames (un épisode, 1977) et MASH (son avant-dernière série, un épisode, 1981).
Sa dernière série est Jackie et Sara, où il tient le rôle récurrent d'Huey Rush dans quatre épisodes, le premier en 1981 ; le quatrième est diffusé le 12 mai 1984, un mois et deux jours après sa mort, à 77 ans.
Il participe aussi à trois téléfilms, le premier en 1954 étant une adaptation de la comédie musicale Panama Hattie (avec Ethel Merman reprenant le rôle qu'elle avait créé à Broadway en 1942). Ses deux téléfilms suivants sont diffusés respectivement en 1967 et 1981 (un court métrage).

## Théâtre à Broadway (intégrale)

### Comédies musicales
- 1933-1934 : Roberta, musique de Jerome Kern (orchestrée par Robert Russell Bennett), lyrics et livret d'Otto Harbach (d'après le roman Gowns by Roberta d'Alice Duer Miller), chorégraphie de José Limón, direction musicale de Victor Baravalle : John Kent
- 1938-1939 : Knickerbocker Holiday (en), musique, orchestrations et arrangements de Kurt Weill, lyrics et livret de Maxwell Anderson,décors de Jo Mielziner, mise en scène de Joshua Logan, direction musicale de Maurice Abravanel : Washington Irving[1]
- 1946 : Annie du Far West (Annie Get Your Gun), production de Richard Rodgers et Oscar Hammerstein II, musique et lyrics d'Irving Berlin, livret de Dorothy et Herbert Fields, chorégraphie d'Helen Tamiris, décors et lumières de Jo Mielziner, costumes de Lucinda Ballard, mise en scène de Joshua Logan : Frank Butler[2]
- 1948-1949 : Love Life (en), musique, orchestrations et arrangements de Kurt Weill, lyrics et livret d'Alan Jay Lerner, chorégraphie de Michael Kidd, costumes de Lucinda Ballard, mise en scène d'Elia Kazan : Sam Cooper
- 1950 : South Pacific, production de Richard Rodgers et Oscar Hammerstein II, musique de Richard Rodgers (orchestrée par Robert Russell Bennett), lyrics d'Oscar Hammerstein II, livret de Joshua Logan et Oscar Hammerstein II (d'après le roman Tales of the South Pacific de James A. Michener), décors et lumières de Jo Mielziner, chorégraphie et mise en scène de Joshua Logan : Emile de Becque (en remplacement)
- 1965 : L'Homme de la Mancha (Man of La Mancha), musique de Mitch Leigh, lyrics de Joe Darion, livret de Dale Wasseman (d'après le roman Don Quichotte de Miguel de Cervantes), chorégraphie de Jack Cole : l'aubergiste[3] (en remplacement)

### Pièces
- 1943-1944 : Winged Victory (en) de (et mise en scène par) Moss Hart, costumes d'Howard Shoup : le lieutenant Sperry[4]
- 1963 : Trop vrai pour être beau (en) (Too True to Be Good) de George Bernard Shaw, musique de scène de Mitch Leigh : le sergent Fielding

### Autres
- 1931-1932 : Jack et le Haricot magique (Jack and the Beanstalk), opéra, musique de Louis Gruenberg, livret de John Erskine : le géant
- 1939 : George White's Scandals of 1939 (en), revue produite, chorégraphiée et mise en scène par George White, musique de Sammy Fain, lyrics de Jack Yellen (en), sketches de Matt Brooks,Eddie Davis et George White : rôles divers

## Filmographie partielle

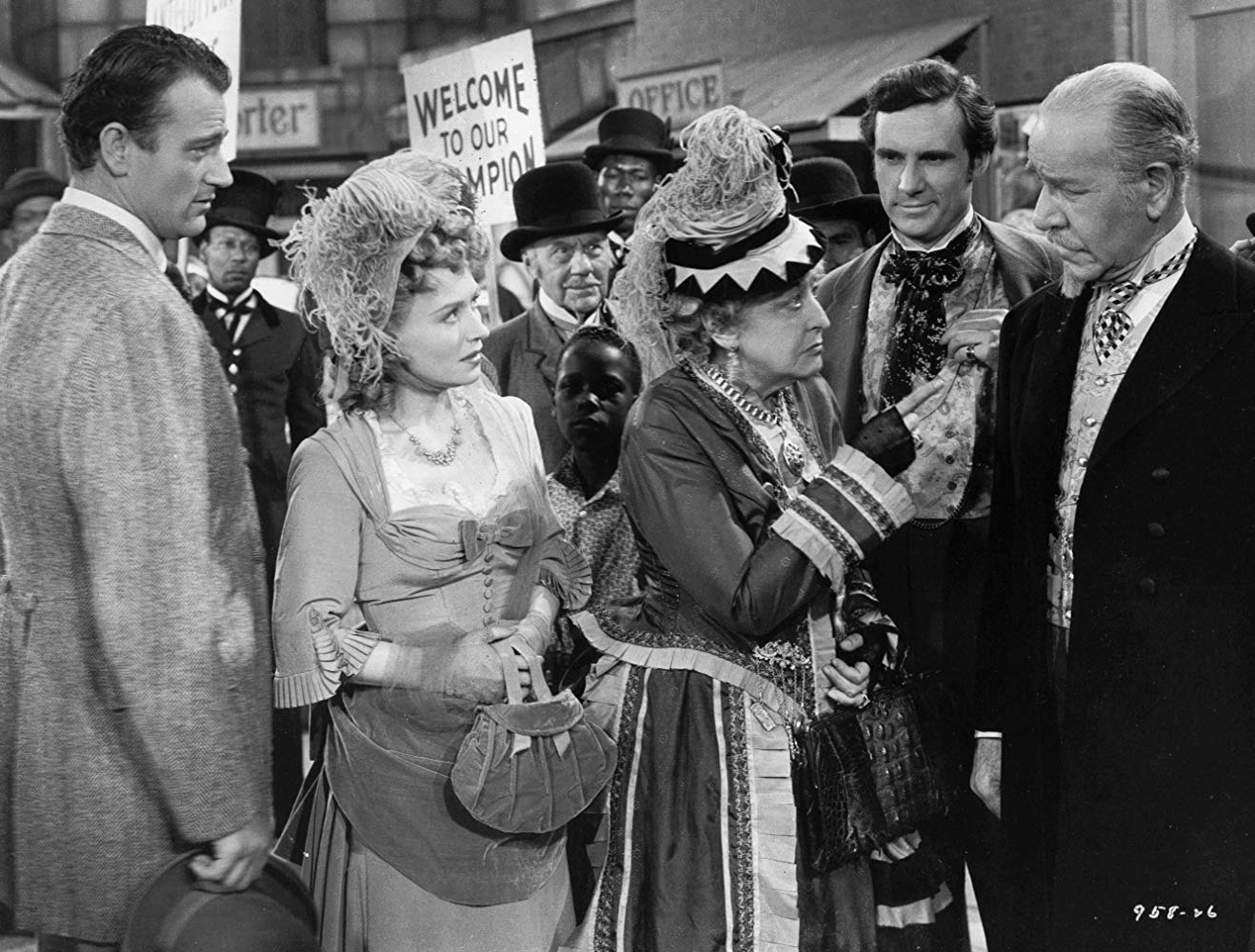
Au premier plan (de g. à d.) : John Wayne, Ona Munson, Helen Westley, Ray Middleton et Henry Stephenson, dans La Fille du péché (1941)

### Cinéma
- 1938 : Casier judiciaire (You and Me) de Fritz Lang : un vendeur
- 1941 : La Fille du péché ou Ouragan sur la Louisiane (Lady from Louisiana) de Bernard Vorhaus : Blackburn « Blackie » Williams
- 1941 : Mercy Island de William Morgan : Warren Ramsey
- 1942 : Lady for a Night de Leigh Jason : Alan Alderson
- 1952 : I Dream of Jeanie d'Allan Dwan : Edwin P. Christy (en)
- 1953 : Sweethearts on Parade d'Allan Dwan : Cam Ellerby
- 1954 : La Grande Caravane (en) (Jubilee Trail) de Joseph Kane : Charles Hale
- 1955 : Colorado Saloon (The Road to Denver) de Joseph Kane : John Sutton
- 1972 : 1776 de Peter H. Hunt : Thomas McKean
- 1975 : Tubby the Tuba (en) d'Alexander Schure (en) (film d'animation) : le Grand Pepperino (voix)

### Télévision
(séries, sauf mention contraire)
- 1967 : Damn Yankees! de Kirk Browning (téléfilm) : Joe Boyd
- 1972 : Hec Ramsey, saison 1, épisode 1 The Century Turns de Daniel Petrie : le juge Leroy Tate
- 1972 : L'Homme de fer (Ironside), saison 6, épisodes 9 et 10 Qui a tué Walter Booth ?, 1re et 2e parties (Buddy, Can You Spare a Life?, Parts I & II) de Don Weis : le juge
- 1977 : Drôles de dames (Charlie's Angels), saison 1, épisode 21 La Star (I Will Be Remembered) : Hal Jardine
- 1981 : MASH (M*A*S*H), saison 9, épisode 18 La Maladie de l'ange (Blood Brothers) d'Harry Morgan : le cardinal Reardon
- 1981 : Border Pals de Bruce Kessler (téléfilm, court métrage) : le vieux John
- 1981-1984 : Jackie et Sara (Too Close for Comfort), saison 1, épisode 14 Huey ; saison 2, épisode 5 What's Our Rush? (1981) ; saison 3, épisode 9 A Thanksgiving Tale (1982) ; saison 4, épisode 6 Son of the Green (1984) : Huey Rush